# Paul Heide
Paul Heide (* 3. Oktober 1879 in Hohenstein oder in Ernstthal; † 9. April 1973 in Windeck) war ein deutscher Politiker und Gewerkschafter.

## Leben und Wirken
Heide absolvierte eine Weberlehre und trat 1899 der SPD bei. In Dresden verdiente er seinen Lebensunterhalt als  Straßenbahnschaffner, wurde aber 1912 wegen sozialdemokratischer Betätigung entlassen. Von 1912 bis 1925 war er Lagerhalter des Konsumvereins in Stolpen. 
Während des Ersten Weltkrieges erreichte er den Rang eines Unteroffiziers und wurde mit dem Eisernen Kreuz ausgezeichnet. 1918 trat Heide der USPD bei, wechselte aber 1922 wieder zur SPD zurück. Von 1918 bis 1925 war er Stadtverordneter in Stolpen und stellvertretender Bürgermeister. Im Wahlkreis Dresden-Bautzen wurde er 1930 in den Sächsischen Landtag gewählt, dem er bis zur Machtergreifung der Nationalsozialisten angehörte. Im März 1933 wurde er verhaftet. 1936 aus der Haft geflohen, emigrierte er in die Tschechoslowakei und zuletzt nach Großbritannien. Dort schloss sich Heide der Parlamentariergruppe um Karl Höltermann an. Nach dem Ende des Zweiten Weltkrieges kehrte er nach Deutschland zurück.